# José Antonio Gómez Urrutia
José Antonio Gómez Urrutia (Santiago del Cile, 18 dicembre 1953) è un politico cileno, appartenente al Partito Radicale Social Democratico.
Attualmente ricopre la carica di senatore per la Regione di Antofagasta. Ha ricoperto vari ruoli ministeriali nei governi della Concertación, tra cui il ministro della Giustizia sia nel governo di Eduardo Frei Ruiz-Tagle che in quello di Ricardo Lagos. Dal 2006 è il leader del suo partito.
Gómez si è candidato alle elezioni primarie del centrosinistra per le Elezioni presidenziali del 2009 ma è stato sconfitto dall'ex presidente Eduardo Frei Ruiz-Tagle (DC) con il 35,94% dei voti.
L'11 marzo 2014 è divenuto ministro della Giustizia nel Governo Bachelet II.